# Újhold (regény)
Az Újhold (New Moon) Stephenie Meyer 2006-ban megjelent második regénye, az Alkonyat című regény folytatása. A vámpír szerelmi történet második része a címéhez híven a főszereplő Bella Swan sötétebb korszakát tárja az olvasók elé.
Az Egyesült Államokban 2006-ban jelent meg, a magyar olvasók 2009 áprilisában vehették a kezükbe. Az Alkonyathoz hasonlóan az Újhold filmes adaptációja Alkonyat – Újhold címmel 2009. november 20-án került a hazai mozikba.
Az Egyesült Államokban a könyv a The New York Times és a USA Today bestseller-listájának első helyén végzett, és 2008-ban a legsikeresebb ifjúsági könyv volt az USA-ban 5,3 millió eladott példánnyal.

## A borító
- "Szilaj gyönyörnek vége is szilaj, lázába pusztul el, mint tűz s a lőpor, mely csókolózva hal meg: lásd, a méz is. Csömörletes, mihelyt túlontúl-édes." (Shakespeare: Romeo és Júlia)
- A borítón egy hervadt, elhagyott tulipánt láthatunk. A tulipán Bellát ábrázolja, mivel a lány szörnyű megpróbáltatásoknak lesz kitéve, és nagyon magába fordul. A borító alján láthatunk egy könnycsepp formájú szirmot, ami valószínűleg Bella átsírt napjaira utal.

## Magyarul
- New moon. Újhold; ford. Rakovszky Zsuzsa; Könyvmolyképző, Szeged, 2009 (Vörös pöttyös könyvek)

## Külső hivatkozások
- Recenzió az Újholdról[halott link]
- Archiválva 2021. április 17-i dátummal a Wayback Machine-ben